# 須崎中央インターチェンジ

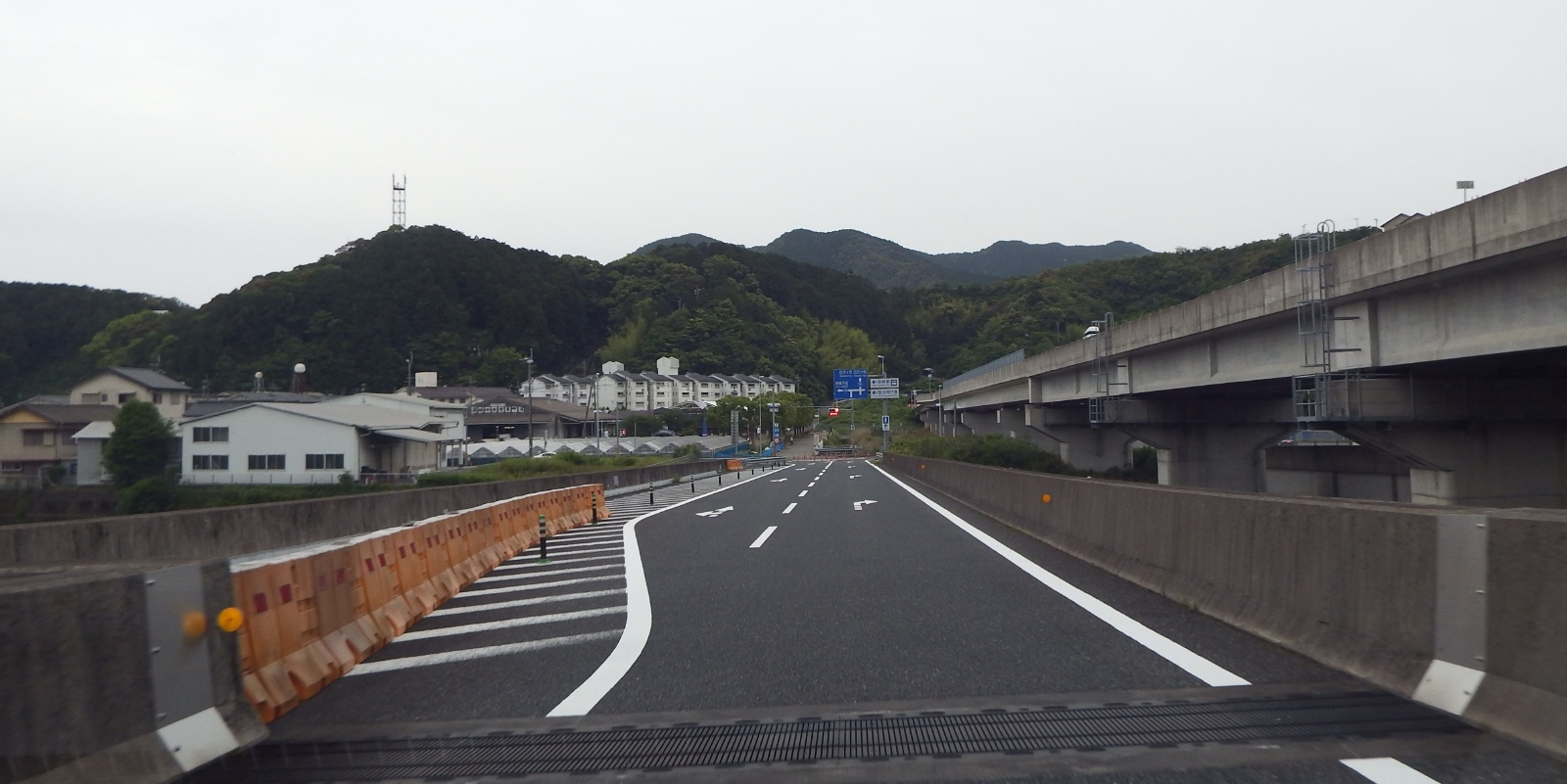
出口

須崎中央インターチェンジ（すさきちゅうおうインターチェンジ）は、高知県須崎市池ノ内にある高知自動車道（須崎道路）のインターチェンジ (IC) である。

## 概要
当ICは、高知IC方面のみ利用できるハーフICのため、四万十町中央IC方面への利用はできない。また、須崎東ICから四万十町中央IC方面は無料区間のため、料金所は設置されていない。

## 歴史
- 2009年（平成21年）3月29日 : 須崎東IC - 新荘川橋東詰仮出入口間が開通[2]。

## 周辺
- 須崎商工会議所
- 高知県須崎警察署
- 須崎市役所
- JR土讃線 須崎駅

## 接続する道路
- 高知県道310号須崎停車場線
- 国道56号

## 隣
E56 須崎道路
(14) 須崎東IC - (15) 須崎中央IC - (16) 須崎西IC